# Flipou
Flipou ist eine französische Gemeinde mit 321 Einwohnern (Stand: 1. Januar 2022) im Département Eure in der Region Normandie (vor 2016 Haute-Normandie). Sie gehört zum Arrondissement Les Andelys und zum Kanton Romilly-sur-Andelle. Die Einwohner werden Filipipinghiens genannt.

## Geographie
Flipou liegt etwa 30 Kilometer südöstlich von Rouen. Umgeben wird Flipou von den Nachbargemeinden Romilly-sur-Andelle im Nordwesten und Norden, Pont-Saint-Pierre im Norden und Nordosten, Amfreville-les-Champs im Osten, Heuqueville im Südosten sowie Amfreville-sous-les-Monts im Süden und Westen.

## Bevölkerungsentwicklung
| Jahr                       | 1962 | 1968 | 1975 | 1982 | 1990 | 1999 | 2006 | 2019 |
| Einwohner                  | 177  | 217  | 223  | 275  | 310  | 310  | 333  | 324  |
| Quellen: Cassini und INSEE |      |      |      |      |      |      |      |      |

## Sehenswürdigkeiten
- Kirche Saint-Vaast aus dem 17. Jahrhundert
- ehemalige Kirche Notre-Dame in Orgeville aus dem 14. Jahrhundert

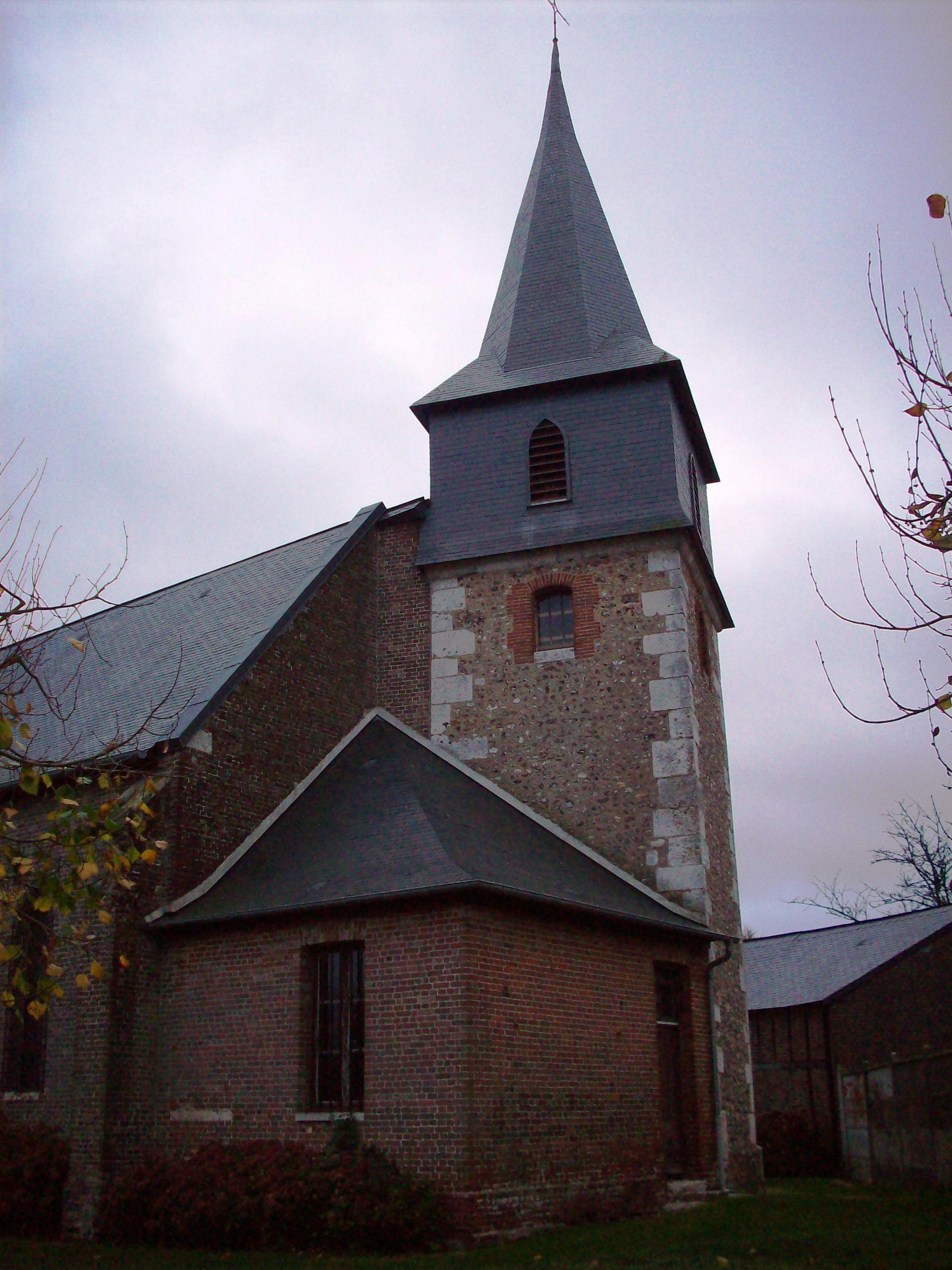
Kirche Saint-Vaast
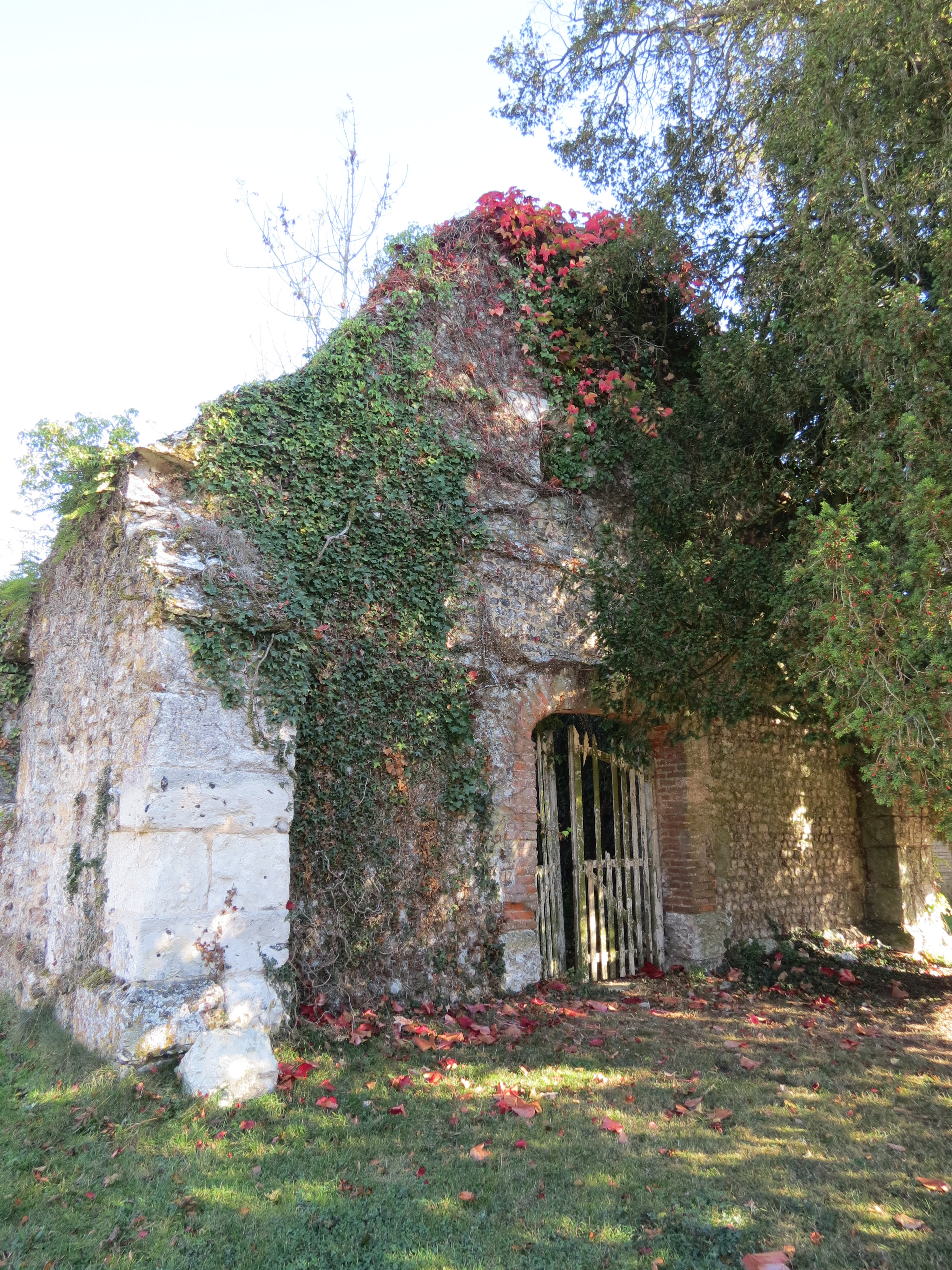
Ruinen der Kirche Notre-Dame im Ortsteil Orgeville